# Samsung Galaxy S III
El Samsung Galaxy S III es un teléfono inteligente de gama alta, fabricado por Samsung, que dispone del sistema operativo Android. Es el sucesor del Samsung Galaxy S II. Este dispositivo salió a la venta en Europa el 29 de mayo de 2012, retrasándose su salida hasta junio en otros países, como Estados Unidos o India.

## Características
El dispositivo estaba disponible en 6 colores: "Marble White (blanco mármol)", "Pebble Blue (azul piedra)", "Garnet Red (rojo carmesí)", "Titanium Grey (gris titanio)", "Brown Amber (ámbar marrón)" y "Sapphire Black (negro zafiro)" (este último para la Black Edition de 64 GB de memoria interna) con numerosas novedades tanto en el ámbito del software, como de los accesorios. Algunos colores no estuvieron disponibles hasta mucho después de la venta inicial con los colores primarios. El modelo "Garnet Red (Rojo carmesí)" se puso a disposición exclusivamente a la compañía AT&T de EE. UU. el 15 de julio de 2012.
Utilidades con respecto al modelo predecesor: 
- Smart Stay (la pantalla permanece encendida mientras el usuario dirige su mirada hacia ella),[5]
- Direct Call (permite al usuario llamar a una persona [cuyos mensajes de texto se encuentran actualmente en la pantalla] con solo dirigir el teléfono al oído)
- Pop Up Play (permite utilizar los vídeos como ventanas flotantes durante el resto de operaciones que se utilizan en el móvil, siendo solo disponible un vídeo en pantalla al mismo tiempo)
- S Voice (función para realizar operaciones en el móvil de forma oral)
- Buddy Photo Sharing, Allcast Share Dongle, Group Cast (compartición de documentos)
- Carga inalámbrica (mediante accesorio)

Otras utilidades: S Pebble MP3 player, S-Pen, etc.
Con la actualización a Jelly Bean se incorporó la función de multiventana, la cual permite realizar dos tareas en pantalla al mismo tiempo. 
El terminal estaba disponible en versiones de 16 GB o 32 GB de memoria interna y expansible hasta 64 GB microSD, y un espacio extra de 50 GB en el servicio en línea Dropbox durante dos años, duplicando la capacidad ofrecida por los HTC (25 GB durante dos años).
La versión global contaba con un procesador Samsung Exynos 4 Quad a 1.4 GHz quad-core ARM Cortex-A9 CPU, y una GPU ARM Mali-400 MP. Sin embargo, la versión de EE. UU. Hizo uso de un SoC de doble núcleo Qualcomm Snapdragon S4 para apoyar la funcionalidad de LTE. 
Las dimensiones anunciadas fueron 136,6 x 70,6 x 8,6 mm con un peso de 133 gramos y una batería de litio con capacidad para 2100 mAh. El cristal utilizado para proteger la pantalla fue Gorilla Glass 2.
El Samsung Galaxy S III fue el primer smartphone que apoyó el Voice Over LTE.

### Procesador (CPU)
El Samsung Galaxy S III viene integrado con un potente procesador quad-core (4  núcleos) que fue fabricado por Samsung , era el procesador Exynos 4412, siendo este un SoC de ARM diseñado para tabletas y teléfonos inteligentes, este procesador quad-core está basado en la arquitectura Cortex A-9 (incluyendo extensión NEON SIMD) que funciona en frecuencias de 1,4 GHz a 1,6 GHz (dependiendo del modelo), el SoC integra una GPU ARM Mali 400 MP4 siendo este muy bueno a la hora de ubicarse en distintos juegos que ofrece el sistema operativo ya que pueden ser ejecutados de manera fluida. Incluso cuando se tiene que ejecutar en resoluciones altas como son la HD (1280x720), siendo esta resolución del Samsung Galaxy S III, los vídeos pueden ser acelerados por un decodificador de vídeo multiformato, el consumo de energía debe estar entre 2W y 4W.

### Procesador gráfico (GPU)
El Samsung Galaxy S III viene integrado con la GPU ARM Mali 400 MP4, siendo esta una GPU compatible con OpenGL 2.0 para SoC ARM. Está diseñado para tabletas o teléfonos inteligentes con el sistema operativo Android, la versión MP4 indica que esta es la versión que integra 4 núcleos, haciendo así al Samsung Galaxy S III enormemente fluido al hacer cosas simples como son navegar en Internet, cambiar de pantalla o pasar entre varias páginas.

### Pantalla
Uno de los aspectos destacados del Samsung Galaxy S III era su pantalla, porque poseía una pantalla Super AMOLED con una resolución HD (1280X720). Esta pantalla proporciona 306 ppi (píxeles por pulgada) dando una muy buena experiencia al usuario, superando por poco al límite del ojo humano, el cual es de 300 ppi, por lo que resulta imposible intentar detectar los píxeles de esta pantalla. La pantalla estaba protegida por un vidrio Gorilla Glass 2, brindándole protección contra golpes y arañazos.

### Memoria
El Samsung Galaxy S III cuenta con 16/32 GB de memoria interna.Con respecto a la memoria RAM, tenía un 1 GB, aunque en la versión nipona cuenta con el doble de RAM (2 GB). Con memoria expandible hasta 64 GB, dependiendo de la versión que fuera adquirida se podía llegar a 80 o 96 GB. Existió una versión especial disponible solo en Europa denominada Black Edition con 64 GB de memoria interna, éstos podía volver a ampliarse con otros 64 GB vía tarjeta MicroSDXC dando un total de 128 GB. El sistema del Samsung Galaxy S III usa unos 3GB.

### Cámara
Al igual que su predecesor, el Samsung Galaxy S II, utilizaba una cámara de 8 MP que es capaz de grabar a 1080p (Full HD). También poseía una cámara delantera con una resolución de 1.9 MP, que es capaz de grabar en alta definición siendo esta 720p. Dicha cámara incorporaba múltiples funciones, destacando el modo "ráfaga" (esta opción permite tomar fotos con mayor velocidad, permitiendo así una mayor selección), además venía integrada con un flash LED, el cual también posee sensores retroiluminados.

### Sistema operativo
Los Galaxy S III fueron lanzados con Android Ice Cream Sandwich (4.0), o Jelly Bean (4.1.2). 
El 17 de octubre de 2012 se hizo oficial la actualización a Android Jelly Bean (4.1) para los terminales libres y de la operadora Vodafone.
En diciembre de 2012 todas las operadoras lanzaron su actualización a Android Jelly Bean 4.1.2.
En noviembre de 2013 se lanzaron las primeras actualizaciones a Android Jelly Bean 4.3. En cuanto al lanzamiento de la actualización en España, se produjeron retrasos por parte de algunas operadoras que llegaron a retrasar el lanzamiento hasta mediados de 2014. 
Samsung anunció que la versión 4.4 KitKat de Android llegaría al Samsung Galaxy S III a finales de abril o comienzos de mayo de 2014.
No obstante, en mayo de 2014 finalmente Samsung optó por no actualizar a KitKat, debido a problemas sin resolver para con la actualización, y aludiendo que solo tiene 1GB de RAM. Esto último resultó ser una declaración falsa y una mera excusa por parte de la compañía para no actualizar el terminal, ya que a posteriori lanzó al mercado terminales de gama baja con 768MB de RAM (Galaxy Young 2) y 512MB de RAM (Galaxy Star 2) con dicha actualización 4.4 KitKat. El Samsung Galaxy S III Mini también se quedó fuera de esta actualización.
Dichos problemas en cuanto a la RAM se debían en parte al uso de bloatware en los terminales (uso desmedido de inflamiento de software que solían realizar tanto los fabricantes como las operadoras móviles), lo cual producía un acoplamiento de sucesivas capas que congestionaba la capacidad del terminal.
Samsung realizó una actualización a KitKat en Corea para el Samsung Galaxy S III. Dicha ROM se podía encontrar en la web en coreano, por lo que muchos la intentaron traducir pero al final desistieron. 
No obstante, un usuario de XDA con el nombre de arter97, logró portar la actualización de la versión coreana a la versión internacional, haciendo ejecutar Android 4.4 en el Samsung Galaxy SIII.
Al igual que con otros terminales, existe la posibilidad de instalar una versión no oficial del sistema operativo, haciendo uso del Rooting o directamente utilizando los servicios de CyanogenMod, SlimKat, Ominrom, etc..
Cyanogenmod retiró el soporte para algunos Samsung Galaxy, como son el Samsung Galaxy S II, el Samsung Galaxy S III y el Samsung Galaxy Note II.
Desde finales de 2015, Cyanogenmod sirve de nuevo soporte al Samsung Galaxy S III con motivo del lanzamiento de Android 6.0 en las mismas fechas.

## Incidencias
El 19 de septiembre de 2012, los investigadores de seguridad mostraron durante el Pwn2Own (un concurso de hackers celebrado anualmente en la conferencia de seguridad de CanSecWest en Ámsterdam, Países Bajos), que el Samsung Galaxy S III puede ser hackeado a través de la utilidad NFC, permitiendo a los atacantes descargar todos los datos de dicho dispositivo.
En diciembre de 2012, dos problemas de hardware fueron reportados por los usuarios del Samsung Galaxy S III. Una vulnerabilidad del Exynos SoC permite que las aplicaciones maliciosas obtengan privilegios de root incluso en dispositivos sin root, y una brecha espontánea de la unidad, llamada la "vulnerabilidad de muerte súbita", la cual se produce alrededor de seis meses después de la activación del terminal. Samsung reemplazó las placas base de las unidades afectadas por la garantía. En enero de 2013, Samsung lanzó una actualización de firmware que corrige ambas cuestiones.
A mediados de 2013, se produjeron dos incidentes con el modelo de Samsung Galaxy S III. El primero se produjo con una explosión de un terminal en Irlanda. El segundo se produjo cuando un adolescente suizo sufrió quemaduras de segundo y tercer grado en el muslo debido a la explosión de su teléfono.

### Competencia
La competencia del Samsung Galaxy S III provenía de terminales de Gama alta como son iPhone 5, Nokia Lumia 920, Sony Xperia S y HTC one x.

## Configuraciones y funciones
- Manuales interactivos Archivado el 19 de febrero de 2015 en Wayback Machine.

Roms con la versión 5.1.1 de Android para Samsung Galaxy S III
- Resurrection Remix Archivado el 2 de enero de 2019 en Wayback Machine.
- CM12 - No Oficial
- Paranoid Android

Rom con la versión 6.0 de Android para Samsung Galaxy S III
AOSP 6.0 for i9300
ROM con la versión 9.0 de Android para Samsung Galaxy S III (Por LineAge OS - ChronoMonochrome (chrono)
LineAge OS 16 para Galaxy S3 GT-i9300